# Меморіальний комплекс на місці бою (Гурби)
Заповідне урочище Гурби розташоване у Здолбунівському районі Рівненської області на території Дермансько-Острозького національного природного парку на південний захід від с. Мости.
21-25 квітня 1944 року на цій території відбувся один із найбільших боїв між УПА та НКВС. 5 тисяч вояків українських повстанців протистояли 15 тисячам військових іх угрупуванням Внутрішніх військ НКВС, підкріпленим танками, авіацією та кіннотою. У наукових працях подаються приблизні дані про кількість учасників бою та загиблих з обох боків. Далі подано дані з праці завідувача відділу «Інститут дослідів Волині» Рівненського обласного краєзнавчого музею Ігоря Марчука «Кременецька військова операція Внутрішніх військ НКВС 21-27 квітня 1944 року мовою документів», яка базується на виявлених архівних матеріалах.
23 квітня 1944 року, під час генерального наступу військ НКВС, лише частині загонів УПА вдалося з боями вийти з оточення, тоді загинуло близько 400 повстанців. Енкаведисти захопили в полон і закатували понад 300 осіб, в основному, мирних жителів, які переховувалися у лісі.

## Етапи створення Пантеону Героїв та опис пам'ятки
У 2006 р. відбулося перепоховання знайдених останків загиблих героїв і закладено перший камінь збірного Пантеону Слави, розпочато спорудження колони на честь Покрови Пресвятої Богородиці.
11 жовтня 2007 р. перепоховано останки ще двох вояків та урочисто відкрито другу чергу Пантеону Слави із колоною Божій Матері-Покрові. В урочистостях на честь полеглих воїнів УПА взяли участь представники місцевої влади: голова Рівненської обласної державної адміністрації Віктор Матчук, перший заступник голови Рівненської обласної державної адміністрації Валентин Королюк, голова районної державної адміністрації і районної ради, ветерани УПА, представники громадськості. Місце перепоховання та пам'ятну колону освятив митрополит Рівненський і Острозький Євсевій. Колона являє собою шестиметрову вертикальну основу, обкладену сірим гранітом та встановлену на ній триметрову скульптуру Божої Матері. 2011 р. побудовано музей-криївку УПА, 2012 р. закладено перший камінь під будівництво на території Гурбенського монастиря храму Воскресіння Христового.
У центрі меморіального комплексу розташовано шестиметрову колону, обкладену сірим гранітом, і триметрову скульптуру Божої Матері на ній. Скульптура Божої Матері передає символічність ідейно-художнього задуму всієї композиції Пантеону Слави Героїв Гурбенської битви: в розпростертих руках Богородиця тримає свій Покров і молитовно простягає його над усім урочищем Гурби, над останками тих, хто загинув за волю України, і тих, чиї останки ще потрібно знайти і перепоховати. Позаду колони на напівкруглому підніжжі розміщено під кутом плити-крипти прямокутної форми з чорного граніту, під частиною яких перепоховано віднайдені останки героїв битви. На плитах міститься зображення рівновеликого православного хреста, на частині плит написи: «Невідомий вояк УПА. Загинув в бою за волю України», прізвища, імена, по батькові, псевдоніми та особисті дані тих вояків, чиї останки вдалось ідентифікувати.
По обидві сторони позаду колони напівколом розміщено 28 плит. До колони Божої Матері та пам'ятних плит ведуть два яруси бетонних сходів напівкруглої форми (нижній ярус — троє сходинок, верхній ярус — п'ять сходинок). Центральний круглий майданчик під колоною викладено фігурною бруківкою рожевого відтінку, бічні краї підніжжя Пантеону Слави виконано в техніці рваного каменю світло-коричневого відтінку. Ідейно-художній задум архітектурної композиції передбачає налаштування відвідувачів на урочистий настрій, скорботу за загиблими, гідне вшанування їхньої пам'яті.
Праворуч від Пантеону Слави з ініціативи Б. Возницького 29.10.2012 споруджено пам'ятник дітям, які загинули у 1944 році від рук енкаведистів. На невеликому п'єдесталі, обкладеному плитами світло-сірого та темно-сірого граніту, встановлено скульптурну композицію з бетону: чотири дитячі постаті, які продовжують до останнього подиху підтримувати пораненого товариша, підтримувати один одного, не складаючи зброї. Композиція видовжена вертикально вгору в експресивному пориві, передає напружений емоційний стан героїв, жертовність і страждання. Скульптурну композицію вирішено в реалістичній манері, передано силуетну єдність усіх фігур та деталей, які символізують жагу до життя, нескореність, спрямованість дитячих душ у небо. На пам'ятній табличці п'єдесталу міститься напис: «Спіть, діти, спіть, про долю, волю кращу сніть…» та зображення скорботної Божої Матері.
За Пантеоном Слави Героїв Гурбенського бою на вершині пагорба розміщено кілька повстанських поховань, біля яких споруджено меморіальний знак, складовими частинами якого є металевий хрест, а також композиція із чорного граніту, яка складається із гранітного хреста і трьох прямокутних гранітних плит із зрізаними з лівого боку верхніми кутами. На плиті справа зображено повстанця, що схилився в поклоні над могилами побратимів та міститься напис, що починається словами: «Людино! Зупинись і подумки вшануй пам'ять…». На гранітній плиті зліва від хреста зображено державний герб — тризуб; на нижній плиті зліва розміщено напис «Борцям за волю і незалежність України» та зображено постать скорботної жінки. Даний меморіальний знак знаходиться на невисокому земляному пагорбі, до якого ведуть шість бетонних сходинок. Територія навколо пагорба вимощена квадратними бетонними плитами та обгороджена низькими металічними стовпчиками, з'єднаними ланцюгами.

## Пошукова експедиція (2002—2009)
У період з 2002 по 2009 рік у декілька етапів на території урочища Гурби працювала пошукова експедиція з метою виявлення останків непохованих учасників битви та їхнього перепоховання, уточнення інформації про кількість загиблих осіб, оскільки звітування про втрати з боку ВВ НКВС та командування УПА істотно відрізняється. Учасники пошукової експедиції ретельно досліджували наявні архівні дані (кримінальні справи репресованих радянською владою учасників бою на Гурбах, повстанські звіти) та спогади про битву старожилів, місцевих жителів, учасників визвольних змагань (аудіо- та відеофіксування спогадів).
Результати діяльності учасників експедиції підсумовано і узагальнено авторською групою дослідників у складі О. Тищенка, М. Балановича, С. Мініча, І. Марчука, О. Стрижоуса у підсумковому звіті «Пошукові роботи в ур. Гурби (2002—2009 рр.)». На підставі звітів пошукової експедиції, знайдених матеріалів, проведення ексгумаційних досліджень та на вимогу широких кіл громадськості в урочищі Гурби поетапно створювався меморіальний комплекс «Героям Гурбенської битви». Складовими частинами меморіального комплексу є :
1. Пантеон Слави Героїв Гурбенського бою;
2. пам'ятник дітям, які загинули в урочищі Гурби від рук енкавеесівців;
3. меморіальний знак на місці кількох повстанських поховань.

Поряд із меморіальним комплексом розташовано православний чоловічий Свято-Воскресенський монастир на Повстанських могилах, православну дерев'яну церкву Воскресіння Христового, музей-криївку (на даний час не діє, бо потребує відновлення та ремонту). Меморіальний комплекс «Героям Гурбенської битви» є незавершеним, у майбутньому планується продовження науково-пошукових робіт в урочищі Гурби, подальше перепоховання нововиявлених поховань загиблих героїв і вшанування їхньої пам'яті, побудова вигнутої гранітної стіни у вигляді підкови із прізвищами героїв (як складової частини пантеону).

## Взяття на державний облік
Урочище Гурби та Пантеон Слави Героїв Гурбенського бою як пам'ятку історії взято на облік розпорядженням голови Рівненської обласної державної адміністрації № 514 від 18 грудня 2009 р.